# Episodi di Rescue Me (quarta stagione)
La quarta stagione della serie televisiva Rescue Me, composta da 13 episodi, è stata trasmessa sul canale statunitense FX dal 13 giugno al 12 settembre 2007. 
In Italia è andata in onda in chiaro su Italia 1 dal 6 ottobre al 21 ottobre 2011 in orario notturno.  
| nº | Titolo originale | Titolo italiano        | Prima TV USA      | Prima TV Italia |
| -- | ---------------- | ---------------------- | ----------------- | --------------- |
| 1  | Babyface         | Strani amori           | 13 giugno 2007    | 6 ottobre 2011  |
| 2  | Tuesday          | Tutta la verità        | 20 giugno 2007    | 7 ottobre 2011  |
| 3  | Commitment       | Impegno                | 27 giugno 2007    | 8 ottobre 2011  |
| 4  | Pussified        | Con rabbia e rimpianto | 11 luglio 2007    | 11 ottobre 2011 |
| 5  | Black            | Nero                   | 18 luglio 2007    | 12 ottobre 2011 |
| 6  | Balance          | Equilibrio             | 25 luglio 2007    | 13 ottobre 2011 |
| 7  | Seven            | Sette                  | 1º agosto 2007    | 14 ottobre 2011 |
| 8  | Solo             | Solo                   | 8 agosto 2007     | 15 ottobre 2011 |
| 9  | Animal           | Solidarietà            | 15 agosto 2007    | 18 ottobre 2011 |
| 10 | High             | Paura del vuoto        | 22 agosto 2007    | 19 ottobre 2011 |
| 11 | Cycle            | Ciclo                  | 29 agosto 2007    | 19 ottobre 2011 |
| 12 | Keefe            | Il fantasma di Keefe   | 5 settembre 2007  | 20 ottobre 2011 |
| 13 | Yaz              | La vita e il baseball  | 12 settembre 2007 | 21 ottobre 2011 |